# Pederstrup Sogn
Pederstrup Sogn ist eine Kirchspielsgemeinde (dän.: Sogn) in der Gemeinde Ballerup im Vorortbereich der dänischen Hauptstadt Kopenhagen. Bis 1970 gehörte sie zur Harde Smørum Herred im damaligen Københavns Amt. Mit der Auflösung der Hardenstruktur wurde das Kirchspiel in die Kommune Ballerup aufgenommen, diese blieb mit der Kommunalreform zum 1. Januar 2007 unverändert, gehört aber seitdem zur Region Hovedstaden.
Am 1. Januar 2023 lebten von den 41.092 Einwohnern Ballerups auf dem Gebiet des Kirchspiels 12.129 Einwohner. Im Kirchspiel befinden sich die „Hedegårdskirken“ und die „Vestkirken“.